# Люблянська мечеть
46°03′36″ пн. ш. 14°30′10″ сх. д. / 46.06006944° пн. ш. 14.50288611° сх. д.
Ісламський релігійно-культурний центр (словен. Islamski versko-kulturni center) — мечеть та ісламський центр Любляни, столиці Словенії. 

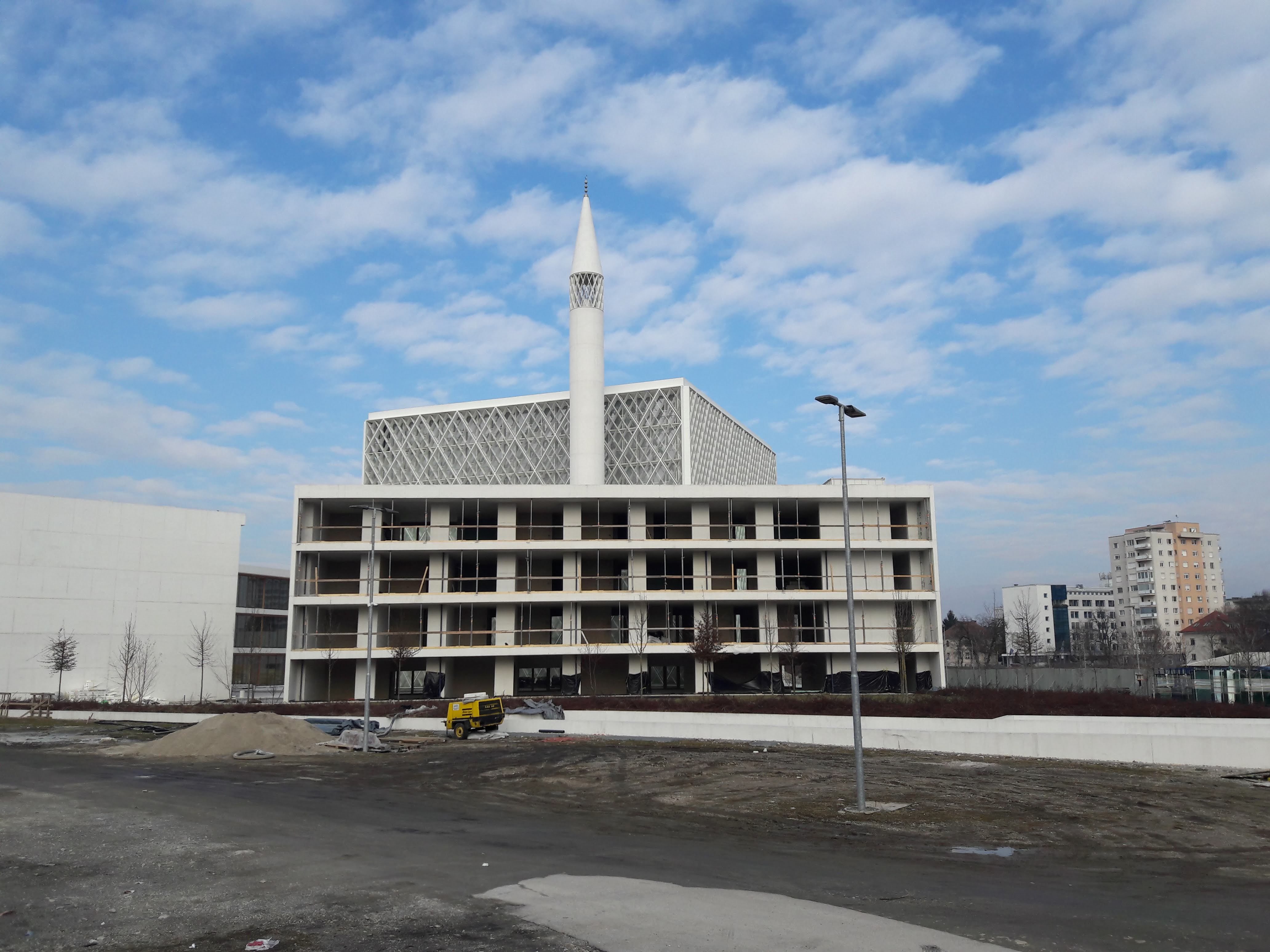
Ісламський центр Любляни

Ісламський центр є першою мечеттю Любляни. Комплекс включає молитовну залу, бібліотеку та офіси. 

## Історія
У 1960-х і 70-х роках в Словенію переїхала велика кількість мусульман із сусідніх югославських республік. У 1969 році вони вперше попросили дозвіл на будівництво мечеті, але їх прохання було відхилене. У 1990-х вони знову безуспішно намагалися домогтися будівництва мечеті. За переписом населення 2002 року, 2,4% населення Словенії (близько 47 000 чоловік) складають мусульмани.
На другому референдумі, проведеному в грудні 2008 року, що вимагали не допустити будівництва 40-метрового мінарету мечеті. 25 грудня 2008 року після довгих дискусій був схвалений дизайн культурного центру.
У лютому 2020 року мечеть була добудована та відкрита для відвідування.